# Neoantistea pueblensis
Neoantistea pueblensis là một loài nhện trong họ Hahniidae.
Loài này thuộc chi Neoantistea. Neoantistea pueblensis được miêu tả năm 1976 bởi Opell & Joseph A. Beatty.